# تئاتر شیمی

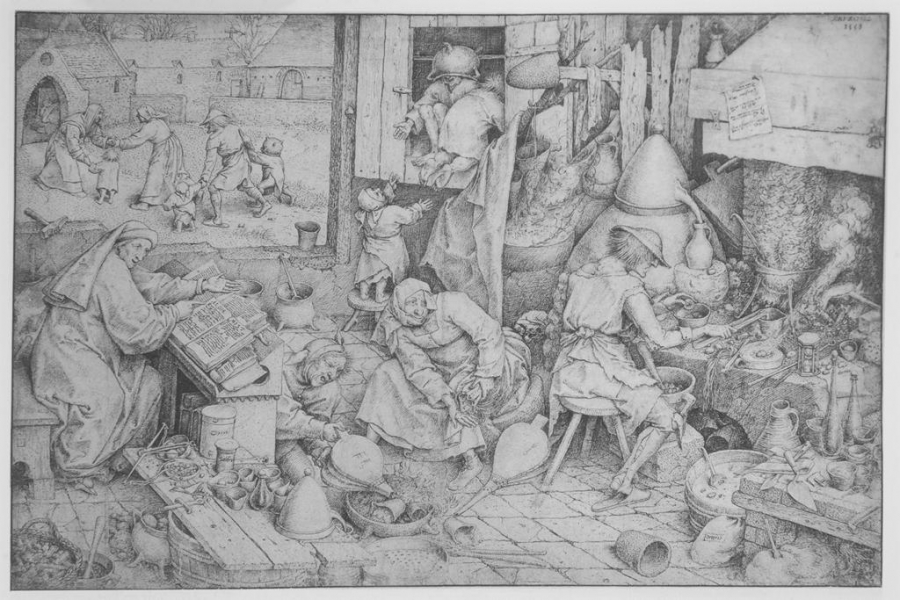
کیمیاگر - ۱۵۵۸ - طراحی توسط پیتر بروگل کبیر،
موزه آثار چاپی و طراحی کوپفراشتچکابینت در برلین.

تئاتر شیمی یا «تئاتر کیمیایی» خلاصه ای از نوشته‌های کیمیاگری اولیه است که در شش جلد و در طول شش دهه منتشر شده‌است. سه جلد اول در سال ۱۶۰۲ منتشر شد، در حالی که جلد ششم نهایی به‌طور کامل در سال ۱۶۶۱ منتشر شد.
تئاتر شیمی جامع‌ترین اثر جمعی در مورد موضوع کیمیاگری است که تاکنون در جهان غرب منتشر شده‌است.